# 瓦勒代皮 (旧市镇)
瓦勒代皮（法語：Val-d'Épy，法語發音：[val depi]）是法国汝拉省的一个旧市镇，属于隆斯勒索涅区。2016年，瓦勒代皮与市镇弗洛朗蒂亚、楠泰和瑟诺合并为新的瓦勒代皮。

## 地理
瓦勒代皮（46°22'58"N, 5°23'55"E）面积8.64 平方千米，位于法国勃艮第-弗朗什-孔泰大區汝拉省，该省份为法国东部内陆省份，北起上索恩省，西北接科多尔省，西临索恩-卢瓦尔省，南至安省，东与杜省和瑞士接壤。
与瓦勒代皮接壤的市镇（或旧市镇、城区）包括：科利尼、萨拉夫尔、布尔西亚、拉巴尔姆代皮、弗洛朗蒂亚、楠泰、瑟诺。
瓦勒代皮的时区为UTC+01:00、UTC+02:00（夏令时）。

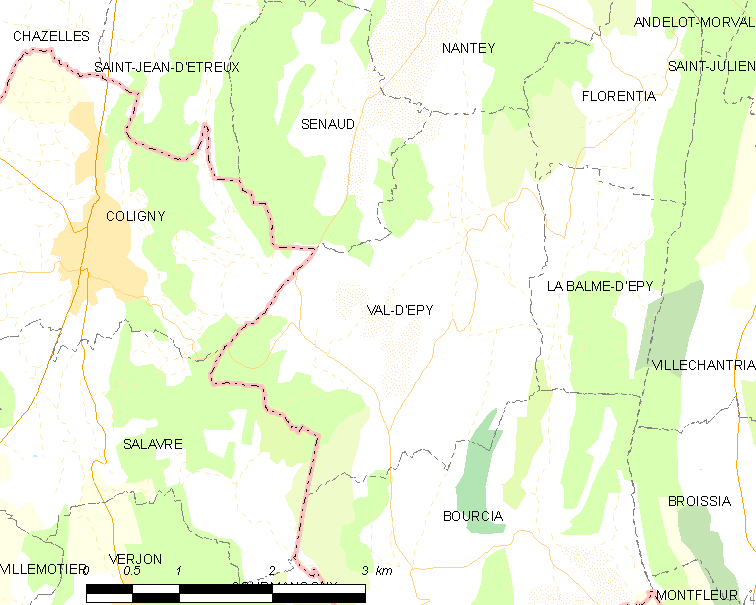
瓦勒代皮的OSM定位图

## 行政
瓦勒代皮的邮政编码为39320、39160，INSEE市镇编码为39209。

## 政治
瓦勒代皮所属的省级选区为圣阿穆尔县。

## 人口

1962-2008年间瓦勒代皮人口变化图示

瓦勒代皮于2018年1月1日时的人口数量为146人。